# Hyalinobatrachium aureoguttatum
Espèce
Synonymes
- Centrolenella aureoguttata Barrera-Rodriguez & Ruiz-Carranza, 1989

Statut de conservation UICN

 NT  : Quasi menacé
Hyalinobatrachium aureoguttatum est une espèce d'amphibiens de la famille des Centrolenidae.

## Répartition
Cette espèce se rencontre de 45 à 1 560 m d'altitude :
- au Panamá dans la province de Darien ;
- en Colombie dans les départements de Chocó, d'Antioquia et de Valle del Cauca ;
- en Équateur dans la province d'Esmeraldas.

## Éthologie
Le mâle « couve » les œufs pour maintenir leur humidité.

## Publication originale
- Barrera-Rodriguez & Ruiz-Carranza, 1989 : Una nueva especie del genero Centrolenella Noble 1920 (Amphibia: Anura: Centrolenidae) de la Cordillera Occidental de Colombia. Trianea, vol. 3, p. 77-84.